# Plectrurus aureus
Espèce
Statut de conservation UICN

 DD  : Données insuffisantes
Plectrurus aureus est une espèce de serpents de la famille des Uropeltidae.

## Répartition
Cette espèce est endémique du sud des Ghats occidentaux en Inde.

## Publication originale
- Beddome, 1880 : Description of a new snake of the genus Plectrurus from Malabar. Proceedings of the Zoological Society of London, vol. 1880, p. 182 (texte intégral).